# ATP 생성효소
ATP 생성효소(영어: ATP synthase)는 모든 세포 활동의 에너지원인 아데노신 삼인산을 생성하는 효소이다. ATP 합성효소라고도 한다.  이 효소는 미토콘드리아의 표면적이 넓은 내막에 위치를 하고 있다. 이 단백질은 세포 호흡의 하위 과정인 전자전달에 의해 생기는 수소 이온의 이동으로 인한 pH차이와 전압 차이를 이용하여 아데노신 이인산을 인산화하여 아데노신 삼인산을 생성한다. 이를 설명한 폴 D. 보이어와 존 E. 워커는 1997년에 노벨 화학상을 받았다.

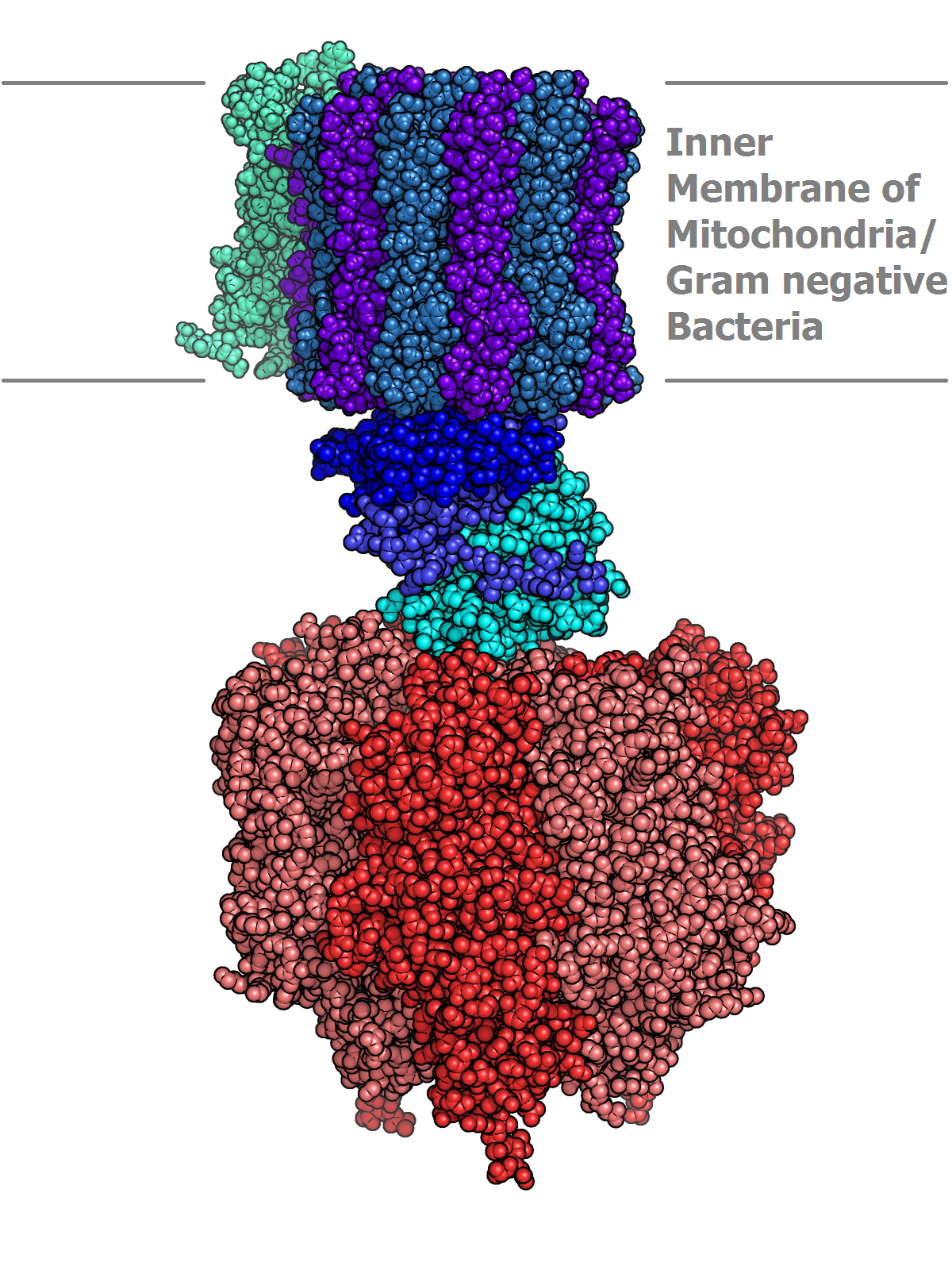
X-ray 회절을 이용해 고안한 ATP 합성효소의 분자 모델

## 발견
1960년대에 메사추세츠 종합병원에 근무하던 의학자 Humberto Fernandez-Moran이 음성염색을 이용해 세포의 미토콘드리아를 연구하던 도중 미토콘드리아의 내막에 둥그런 물질이 덕지덕지 붙어있는 것을 처음 발견했다. 몇년뒤에 미국 코넬대학교에서 Efraim Racker가 이 물질을 세포막으로부터 분리하는 데 성공하고 F1이란 이름을 붙였다. 화학적 특성을 분석해본 결과 이 F1이란 단백질은 아데노신 삼인산을 가수분해하는 효소라는 것이 밝혀졌다. 이후로 생물학자들이 아데노신 삼인산을 생성하는 기관인 미토콘드리아가 왜 그것을 소모하는 효소를 가지고 있는지에 관한 의문을 제기하였다.
이 질문에 대한 답은 비슷한 시기에 연구된 Na+/K+-ATPase에 관한 연구를 통해 밝혀졌다. 세포막에 붙어있는 이 효소는 생리학적인 조건에서 아데노신 삼인산 분자 하나를 소모하여 Na+이온 3개를 세포 밖으로 내보내는 동시에 K+이온 2개를 세포 안으로 들여온다. 연구자들이 인위적으로 세포 바깥의 Na+ 농도를 증가시키고 세포 안의 K+ 농도를 증가시켰더니 오히려 아데노신 삼인산이 만들어지는 것을 발견했다. 즉, 세포가 처한 조건에 의해서 주어진 효소가 촉매하는 반응의 방향이 바뀔 수 있다는 것이다. 이를 바탕으로 Efraim Racker는 전자전달의 의해 생기는 수소 이온의 농도 차이가 F1이 아데노신 삼인산을 생성하게 만든다는 오늘날의 이론을 정립하였다.

## 구조
X-ray 회절을 이용해서 분석한 결과 F1은 ATP 합성효소의 여러 가지 요소 중에 하나라는 것이 밝혀졌다. ATP 합성효소는 두 가지 요소로 이루어져 있다. 아데노신 삼인산을 합성하는 F1과 효소를 내막에 고정시키는 역할을 하는 F0 요소가 그것이다. F1 효소는 지름이 90 Å이다. F0과 F1은 내부적인 줄기(γ)와 외부적인 줄기(b)로 인해 서로 연결되어 있다.

### F1
미토콘드리아에 있는 ATP 합성효소의 F1 요소는 α 폴리펩타이드 3개, β 폴리펩타이드 3개, δ 폴리펩타이드 하나, γ 폴리펩타이드 하나, 그리고 ε 폴리펩타이드 하나로 구성되어있다. 이 다섯가지 종류의 폴리펩타이드는 모두 핵 내에 있는 DNA에 의해 전사되고 세포질에서 번역이되어 미토콘드리아로 전송된다. α와 β 서브유닛은 번갈아가며 F1을 구성한다. 아데노신 삼인산을 생성하는 부분은 β 서브유닛에 포함되어있다.

### Fo
내막에 묻힌 Fo 요소는 a 폴리펩타이드 하나, b 폴리펩타이드 2개, c 폴리펩타이드 10~14개로 구성이된다. c 폴리펩타이드 개수는 세포의 종류에 의해 바뀐다. 예를 들어 효모의 미토콘드리아에서 추출된 ATP 합성효소는 c 폴리펩타이드 10개를 가지지만 엽록체의 미토콘드리아의 ATP 합성효소는 14개를 가진다. Fo는 수소 이온이 내막을 통과할 수 있는 통로를 갖고 있다. 이는 내막을 화학적으로 조각냈을 때 둥근 수포가 형성되어 아데노신 삼인산을 계속 생성할 수 있지만 F1을 제거하는 즉시 아데노신 삼인산을 만들 수 없다는 점에서 알 수 있다.

## F1의 기작
ATP 합성효소가 아데노신 삼인산을 만드는 기작은 1979년에 UCLA의 폴 D. 보이어 교수가 제안한 Binding Change Mechanism에 의해 설명된다. 정설로 받아들여지고 있는 이 기작은 다음 세가지로 설명된다.

ATP 합성효소의 기작. 빨간색 물질이 아데노신 삼인산, 핑크색 물질이 아데노신 이인산과 인산기, 그리고 γ 줄기는 검은색이다. β 서브유닛의 반응 부위가 L, T, O 형태를 번갈아가면서 취한다.

1) 수소 이온의 농도 차이로 생기는 전기화학적 에너지는 아데노신 이인산을 직접적으로 인산화하는 데 쓰이지 않는다. 하지만 아데노신 삼인산이 ATP 합성효소 F1요소의 β 서브유닛에서 분리될 때 사용된다.
보통 세포 내에서 일어나는 거의 모든 반응은 55 M 농도의 물에서 이루어진다. 아데노신 이인산이 이런 환경에서 인산화되는 데 필요한 에너지는 표준 상태에서 7.3 kcal/mol이다. 반면에 ATP 합성효소 F1요소의 β 서브유닛에서 아데노신 이인산이 인산화되는 에너지는 거의 0에 가깝다. 이 때의 깁스 자유 에너지 변화는 0에 가깝기 때문이다. 이곳에선 아데노신 삼인산의 생성이 자발적으로 일어나므로 세포가 7.3 kcal/mol보다 훨씬 적은 에너지를 들여서 아데노신 삼인산을 생성할 수 있다. 앞서 논의된 수소 이온의 농도 차이로 인한 전기화학적 에너지는 이렇게 생성된 아데노신 삼인산을 ATP 합성효소 F1요소의 β 서브유닛에서 분리시키는 데 사용된다.
2) F1요소의 세가지 β 서브유닛은 각각 차례대로 L, T, O 중 하나의 형태를 띈다. 각각의 형태는 β 서브유닛의 기질과 생성물질에 대한 친화력을 변형시킨다.
L, T, O 세가지 형태는 정적 ATP 합성효소를 분석한 결과 발견되었다. L 혹은 loose 형태를 띠는 β 서브유닛의 반응 부위에는 아데노신 이인산과 인산기가 약한 결합을 이룬다. T 혹은 tight 형태를 띠는 β 서브유닛의 반응 부위에는 아데노신 이인산과 인산기가 강한 결합을 이룬다. 즉, T 형태의 β 서브유닛은 아데노신 삼인산을 가진다. 마지막으로 O 혹은 open 형태를 띠는 β 서브유닛의 반응 부위가 아데노신 삼인산에 대한 친화력이 매우 약해서 완성된 아데노신 삼인산을 놓아준다. ATP 합성효소가 만들어내는 아데노신 삼인산이 모두 동일한 기작에 의해 생성된다고 추론한 Boyer는 각각의 β 서브유닛의 반응 부위가 L, T, O 형태를 잇따라 취하면서 아데노신 삼인산을 만든다고 결론내렸다.
3) 아데노신 삼인산은 ATP 합성효소의 일부분이 모터가 돌 듯이 회전하면서 생성이된다.
F1 요소의 β 서브유닛의 반응 부위가 잇따라 L, T, O 형태를 취하며 아데노신 삼인산을 생성한다는 설을 뒷바침하기 위해 Boyer는 F1을 구성하는 α와 β 서브유닛이 γ 줄기를 기준으로 회전한다는 결론을 내렸다. 그는 이어서 수소 이온 농도 차이에 저장되어있는 전기적 에너지가 α와 β 서브유닛을 회전시키는 기계적인 에너지로 변환되며 결국엔 아데노신 삼인산에 저장되는 화학적 에너지가 된다고 결론을 내렸다.

## F1 기작의 입증

Masasuke Yoshida 교수의 실험. γ 줄기의 꼭대기에 가는근육잔섬유가 붙어있다.

1994년에 존 E. 워커와 의학연구이사회 동료들이 발표한 F1의 구조에 관한 논문이 Boyer의 Binding Change Mechanism을 뒷받침한다. 이 논문은 첫째로 Boyer가 제시한 대로 F1요소에 β 서브유닛의 반응 부위의 구조가 서로 다르다는 것을 밝혔다. 둘째로 회전축을 형성하는 γ 줄기가 F0로부터 F1으로 뻗으며 꼭대기가 β 서브유닛의 반응 부위에 연결되어있다는 것을 밝혔다. γ 줄기의 꼭대기는 비대칭적인데 β 서브유닛의 반응 부위가 어떤 면과 접촉하고 있는지에 따라서 L, T, O 형태를 띈다. 따라서 γ 줄기가 축을 기준으로 360도를 돌면서 한 β 서브유닛의 반응 부위가 차례대로 L, T, O형태를 띠는 것이다.
γ 줄기가 F1 요소를 기준으로 회전한다는 점은 1997년에 Masasuke Yoshida와 도쿄공업대학과 게이오 대학 연구진들이 밝혀냈다. 이들은 F1 요소를 ATP 합성효소로부터 분리시킨 후 유전공학 기술을 이용해 γ 줄기의 꼭대기에 형광처리가 된 가는근육잔섬유를 붙였다. 이렇게 처리된 F1을 유리판 위에 고정을 시킨 뒤에 아데노신 삼인산 용액을 첨가하고 현미경으로 보았더니 형광처리가 된 가는근육잔섬유가 프로펠러에 매달린 것처럼 도는 것을 발견했다. 또 비슷하게 처리된 F1 γ 줄기의 꼭대기에 자기 입자를 부착하여 아데노신 이인산과 인산기 용액을 첨가하고 자기장에 놓아 시계방향으로 돌게 했더니 아데노신 삼인산이 만들어졌다. 360도를 돌 때마다 아데노신 삼인산 분자가 3개씩 만들어졌다. 이런 일련의 실험을 통해 Binding Change Mechanism은 현재 정설로 받아들여진다.

## 같이 보기
- 엽록체
- 플라보단백질
- 미토콘드리아
- 산화적 인산화
- 양성자 펌프
- V형 ATP가수분해효소

## 참고 문헌
- Karp, Gerald. "Mitochondrial Structure and Function." Cell Biology. 6th ed. Hoboken, NJ: Wiley, 2010. 372-81. Print.
- Krogh, David. Biology: a Guide to the Natural World. 5th ed. San Francisco, CA: Pearson/Benjamin Cummings, 2009. 132-34. Print.
- Lackie, J. M., and S. E. Blackshaw. The Dictionary of Cell and Molecular Biology. Amsterdam: Academic, 2007. 39. Print.
- Losos, Jonathan B., Kenneth A. Mason, Susan R. Singer, Peter H. Raven, and George B. Johnson. Biology. 9th ed. Boston: McGraw-Hill Higher Education, 2008. 158-60. Print.
- Reece, Jane B. Campbell Biology. 7th ed. Boston [etc.: Pearson, 2011. 98. Print.